# Chico Buarque de Hollanda - Volume 2
Chico Buarque de Hollanda - Volume 2 è il secondo album del musicista brasiliano Chico Buarque ed è stato inciso nel 1967.

## Tracce
Testi e musica di Chico Buarque eccetto dove diversamente indicato.

### Lato A
1. Noite dos mascarados
2. Logo eu?
3. Com açúcar, com afeto
4. Fica
5. Lua cheia (Chico Buarque, Toquinho)
6. Quem te viu, quem te vê

### Lato B
1. Realejo
2. Ano novo
3. A televisão
4. Será que cristina volta?
5. Morena dos olhos d'água
6. Um chorinho

- Arrangiamenti di Antônio José Waghabi Filho
- Ospiti:
  - Os Três Moraes - voce in "Noite dos mascarados"
  - Jane Moraes – voce in "Com açúcar, com afeto"